# Frequencies
Frequencies – pierwszy album zespołu LFO, wydany w 1991 r.

## Lista utworów
1. Intro
2. LFO
3. Simon From Sydney
4. Nurture
5. Freeze
6. We Are Back
7. Tan Ta Ra
8. You Have to Understand
9. El Ef Oh!
10. Love Is the Message
11. Mentok 1
12. Think a Moment
13. Groovy Distortion
14. Track 14